# Lars Falck (1737–1788)
Lars Falck, född 28 augusti 1737 i Mariestad, död 5 september 1788 i Stockholm, var en svensk handelsman och brukspatron.
Lars Falck var son till postmästaren i Mariestad Peter Falck. Han var handelsbetjänt hos handlaren Johan Martin Schön och fick burskap handlare i Stockholm 1760. 1764-1776 var han delägare i firman J. M. Schön och blev även hälftenägare i Furusunds gods och brännvinsbrännerier. Firman fungerade som bankirer åt ryske ministern i Stockholm Ivan Osterman och Falck sympatiserade med de ryska försöken att bibehålla frihetstidens politiska system. Enligt uppgift skall Lars Falck ha arresterats i samband med Gustav III:s statskupp, uppgifter som dock är tveksamma. Däremot flydde han kort efter kuppen till Sankt Petersburg. Ganska snart deklarerade dock Lars Falck att han enbart flytt på grund av skrämseln inför de ovanliga händelserna och rädsla att utstående fordringar hos ryska intressenter skulle gå förlorade jämte varor som för tillfället befann sig i Sankt Petersburg. Han avlade snart trohetsed och beviljades efter en inlämnad böneskrift rätt att återvända till Sverige. Efter detta började dock Lars Falck att avveckla sina affärer i Stockholm och i stället intressera sig för affärer i Finland. Han sålde sin del i firman J. M. Schön 1776, och köpte stället upp bruksegendomar i Finland, bland annat var han hälftenägare i Forsby säteri och järnbruk i Pernå socken och blev även delägare i Sillböle och Tavastby järngruvor i Esbo socken samt i Porloms såg i Lappträsk socken. Han avled under ett besök i Stockholm. Sonen Lars Falck den yngre adlades 1810 i Finland med namnet Falckenheim.